# Isla Astola
La Isla Astola (también conocida como Jezira Haft Talar, en urdú: جزیرہ ہفت تلار o ‘siete colinas’ en baluchi: زروان ءِ هفت تلار) se halla situada en el mar Arábigo, a una distancia aproximada de 25 km de la costa de Baluchistán pakistaní y a unos cuarenta kilómetros al sudeste del puerto de Pasni, su punto más elevado tiene 246 pies y el área total es de aproximadamente 4 km².
La isla tiene aproximadamente cuatro kilómetros de longitud y un kilómetro de ancho, en forma de meseta inclinada, con una serie de colinas y profundas grietas de varios pies de anchura. La parte sur de la isla asciende gradualmente hacia el norte, donde finaliza con un acantilado. Hay varias cavernas naturales por toda la isla.
Astola es la única isla significativa a lo largo de la costa norte del mar de Omán. La isla pertenece al Consejo de Balochistán de Ingresos y administrativamente es parte de la subdivisión pasni del distrito de Gwadar. Entre septiembre y mayo de cada año, Astove se convierte en una base temporal para pescadores del continente, dedicados sobre todo a coger langostas y ostras. De junio a agosto, la isla permanece deshabitada debido al mar agitado y mareas altas. Sobre una de las rocas de la isla, hay un pequeño faro alimentado por energía solar para la seguridad de navíos que pasan.

## Historia
Nearco (360-300 a. C.), almirante de Alejandro Magno, menciona la isla Astola como isla Carnine, habitada por Ichthyophagoi (‘comedores de peces’, en griego) donde, según Nearchus, "incluso el cordero tenía gusto a pescado".
La frase persa Mahi khoran se ha hecho el nombre moderno de la región costera de Makrán.
En la isla se encuentran los restos de un antiguo templo hinduista de la diosa Kali Devi.
Los hindúes conocían la isla como Sapta Dip (‘siete islas’) hay también una pequeña mezquita dedicada al musulmán sufi Pir Khawaja Khizr que según leyendas de continente, domina los océanos y visita el área de vez en cuando. La mezquita es usada por los pescadores durante la estación de pesca.

## Vida salvaje
La ubicación aislada de la isla ha ayudado a mantener formas de vida endémicas. La tortuga verde (Chelonia mydas) y posiblemente la tortuga carey (Eretmochelys imbracata) anidan sobre la playa al pie de las rocas. La isla también representa un área muy importante para reptiles endémicos como la víbora de Astola Echis carinatus astolae. En la isla, también habitan un gran número de aves marinas en época de cría, como corredores, zarapitos, agujas, gaviotas, chorlitos y varias especies de charranes.
La avifauna incluye:
- Ardeola cinerea
- Egretta gularis
- Pluvialis squatarola
- Numenius arquata
- Limosa limosa
- Calidris minutus
- Larus argentatus
- Larus genei
- Cursorius coromandelius
- Galerida cristata
- Oenanthe deserti
- Prinia spp

Gatos salvajes introducidos por pescadores para controlar la población endémica de roedores plantean una amenaza creciente a los sitios que anidan y crían éstas aves.
La vegetación es escasa y consiste principalmente de arbustos, ante la ausencia de árboles.
- Datos: Q4283228
- Multimedia: Astola Island / Q4283228